# Guerra da Rainha Ana
A Guerra da Rainha Ana (1702–1713), Terceira Guerra Indígena, ou Segunda Guerra Intercolonial é como é conhecido o teatro de operações da Guerra de Sucessão Espanhola que ocorreu nas colônias britânicas, foi a segunda de uma série de Guerras Franco-Indígenas entre a França e a Inglaterra, mais tarde a Grã-Bretanha, na América do Norte para controlar o continente. A Guerra de Sucessão Espanhola foi inicialmente na Europa. Além de dois combates principais, a guerra também envolveu numerosas tribos nativo-americanas aliadas com cada nação, e Espanha, então aliada da França.

## Antecedentes
Após a morte de Carlos II em 1700, cresceu uma disputa dinástica entre membros da Casa de Habsburgo e da Casa de Bourbon sobre quem deveria assumir o trono espanhol. Os Habsburgos reinavam conjuntamente sobre o Sacro Império Romano-Germânico e a Espanha desde a ascensão de Carlos I em 1506 enquanto a Casa de Bourbon era a dinastia real francesa há diversas gerações. Reclamando seu direito testamentário, Filipe de Anjou - neto de Luís XIV - assumiu o trono espanhol e, mediante a oposição de diversas outras nações europeias, eclodiu a Guerra da Sucessão Espanhola em 1701. O conflito esteve inicialmente restrito ao continente europeu e, mais precisamente, entre austríacos e franceses até que a Inglaterra aliou-se à Áustria e declarou guerra contra franceses e os espanhóis leais a Filipe de Anjou em 1702. Tanto franceses quanto britânicos buscaram manter a neutralidade em suas respectivas colônias americanas, porém, a região já apresentava um marcante quadro de rivalidades entre colonos de ambas as coroas e com os povos nativos. O principal ponto de tensão eram os limites territoriais e questões de governança nas fronteiras norte e sudoeste das colônias britânicas, que se estendiam verticalmente desde a Província da Carolina até a Província da Baía de Massachusetts com entrepostos comerciais em Terra Nova e na Baía de Hudson. 
As colônias britânicas abrigavam cerca de 250 mil colonos, concentrados principalmente na Virgínia e Nova Inglaterra. Os colonos ergueram suas principais cidades ao longo da costa, com alguns pequenos povoados no interior do território cujo limite natural seriam os Apalaches. Os colonos britânicos haviam explorado pouco a região entre os Apalaches e os Grandes Lagos e a área permanecia como um bolsão de comunidades indígenas. Por outro lado, grupos de missionários espanhóis estabelecidos na Flórida haviam realizado missões evangelizadoras na região sem grande repercussão.
No fim do século XVII, exploradores franceses localizaram o leito do rio Mississippi e fundaram o vilarejo colonial de Fort Maurepas, de onde partiram as primeiras rotas comerciais rumo ao interior do continente. A partir destas explorações, os franceses estabeleceram relações comerciais produtivas com os Choctaw enquanto os britânicos mantinham proximidade com os Chickasaw. 
A atuação de colonizadores franceses na região ameaçou gradualmente as rotas comerciais que colonos ingleses haviam estabelecido no interior, criando uma tensão entre três partes interessadas na região. França e Espanha, aliadas politicamente apenas desde 1700, haviam lutado em frentes opostas durante a Guerra dos Nove Anos e mantinham um limite relativamente tenso entre suas áreas colonizadas. Os conflitos causados por reivindicações territoriais de colonos da bacia do rio Savannah e da Flórida progrediu para um conflito religioso entre católicos da Nova Espanha e protestantes da América Britânica.
No norte, o conflito teve um agravante além das questões territoriais. A Terra Nova abrigava uma colônia britânica em St. John's e uma colônia de franceses em Placentia com cada uma destas mantendo um pequeno grupo de colônias menores. A ilha também abrigava diversos vilarejos pesqueiros utilizados pelos europeus.  

## Locais
A guerra ocorreu em três locais:
1. A Flórida espanhola e a Província da Carolina (pertencente à Grã-Bretanha) foram submetidos à ataques, e os ingleses empenharam combate contra os franceses em Mobile no que era essencialmente uma guerra por procuração envolvendo inicialmente os aliados indígenas. A guerra da região sul, apesar de não resultar em significantes mudanças territoriais, teve o efeito de quase exterminar a população indígena do Flórida espanhola, incluindo partes do atual sul da Geórgia, e destruindo as missões da Espanha na área.
2. As colônias britânicas da Nova Inglaterra lutaram com as forças francesas e indígenas, com base em Acádia e Canadá. Quebec foi um alvo durante muitas vezes (mas nunca tendo alcançado sucesso) por expedições britânicas, e a capital acadiana de Port Royal foi tomada em 1710. Os franceses e a Confederação Wabanaki tentaram impedir a expansão da Nova Inglaterra para Acádia, cuja fronteira da Nova França foi definida como o rio Kennebec no sul de Maine.[4] Por fim, eles realizaram ataques contra alvos em Massachusetts (incluindo o atual Maine), a mais famosa invadindo Deerfield em 1704.
3. Na Terra Nova, os colonos ingleses com base no controle disputado de São João da Terra Nova com os franceses baseado em Placentia. A maior parte do conflito consistiu em ataques contra assentamentos economicamente destrutivos do outro lado. Os franceses tomaram com sucesso São João, em 1709, mas os britânicos rapidamente reocuparam-lo após a França abandoná-lo.

## Consequências

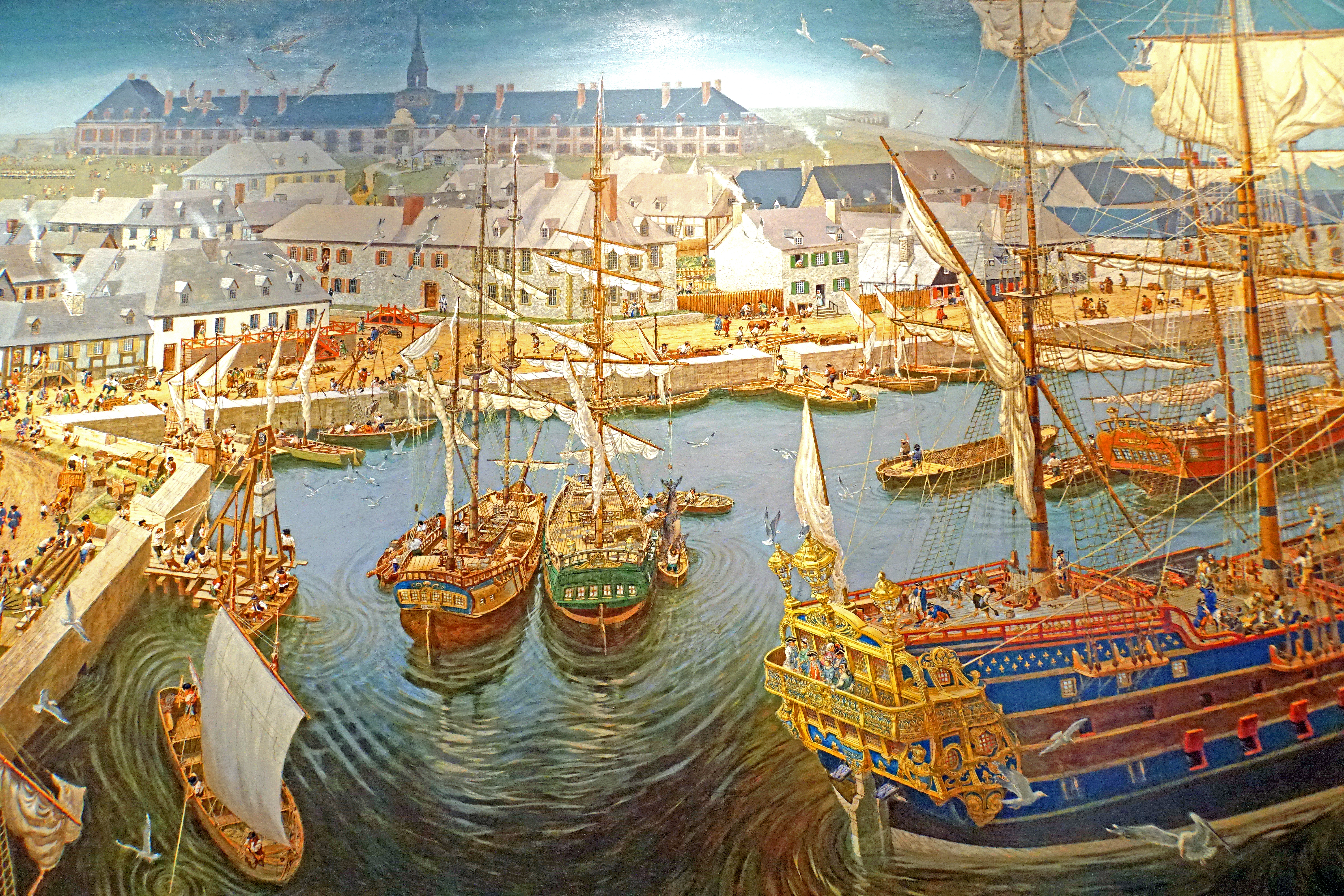
Pintura recriando o porto de Louisbourg movimentado antes da destruição.

Na sequência de uma paz preliminar em 1712, o Tratado de Utrecht pôs fim à guerra em 1713. Isso resultou na concessão de territórios franceses para a Inglaterra: a Baía de Hudson, Acádia, Terra Nova e Ilha de São Cristóvão, enquanto manteve a Ilha Cape Breton e o Golfo de São Lourenço. Alguns de seus termos eram ambíguas, e as preocupações de várias tribos indígenas não foram incluídos no tratado, estimulando futuros conflitos.